# Загиров, Загир Мирзабекович
Заги́р Мирзабе́кович Заги́ров (20 ноября 1938, Чувек, Хивский район, Дагестанская АССР, СССР) — советский и российский учёный-лингводидакт, кавказовед — специалист по кавказским (дагестанским в частности) языкам и сопоставительной типологии кавказских языков, академик Академии педагогических и социальных наук РФ, заведующий кафедрой общего языкознания ДГПУ, создатель одного из первых Диссертационных советов при ДГПУ по защите докторских и кандидатских диссертаций по специальностям: кавказские языки и сравнительно-историческое и типологическое языкознание, доктор педагогических наук, профессор, Заслуженный деятель науки Российской Федерации и Республики Дагестан, Заслуженный учитель РД и РФ.

## Биография
Загир Загиров родился в с. Чувек Хивского района ДАССР. В 1953 году поступил в Дербентское педагогическое училище, окончил его с отличием и с 1957 г. работал в должностях учителя, завуча средних школ с. Кандык и Чувек Хивского района. С 1962 — учёба на историко-филологическом факультете ДГУ, который окончил в 1967 г. с получением квалификации учителя русского языка и литературы. В 1968 поступил на работу в ДГПИ г. Махачкала.
В 1970 году поступил в очную аспирантуру Института школ НИИ АН СССР.
В 1973 году защитил кандидатскую, в 1989 — докторскую диссертацию. Является автором многих учебников и пособий по методике обучения русскому языку в национальной школе, школьных учебников и специальной литературы по табасаранскому языку, а также одним из первых исследователей дагестанских языков на сопоставительном уровне. Составитель авторских курсов для лингвистических факультетов республики.

## Научная и общественная деятельность
Работал также на различных общественных должностях в ДГПИ, переименованном впоследствии в ДГПУ — деканом факультета общественных профессий, профоргом и парткомом, заместителем декана филол. факультета. В 1995 году им при кафедре языкознания при поддержке ректората был открыт Диссертационный совет по защите докторских и кандидатских диссертаций. Диссертационный совет, возглавляемый проф. Загировым, является межрегиональным. Кафедра, возглавляемая им на протяжении 17 лет, имела очень большой научный потенциал (более 8 докторов наук). 1980—1982 — работа в качестве Директора Русского дома при Посольстве СССР в Сьерра-Леоне (Зап. Африка) по программе культурного сотрудничества, где проводимая Загировым работа по обучению коренного населения русскому языку и культуре прошла на очень высоком уровне и принесла свои плоды.
Загиров вел большую работу для укрепления научного потенциала кафедры, возглавляемой им, привлекая лучшие научные и преподавательские кадры республики, и как результат — она получила признание в республике и за её пределами
В аспирантуре, а также соискателями кафедры являются как жители республики, так и приезжие из различных регионов и ближнего, и дальнего Зарубежья. Под его только личным руководством подготовлено и защищено более 40 кандидатских и 5 докторских диссертаций.
Издано более 200 научных работ, 5 крупных научных монографий, а также 5 учебников для нац. школы по табасаранскому языку.
Среди многочисленных статей ученого, опубликованных в центральных и местных сборниках, научных журналах и периодических изданиях, немало таких, которые посвящены не только кавказскому, но и тюркскому и персидскому языкознанию. Методические труды ученого, изданные ещё в 70-х годах, активно используются по сей день в дагестанской национальной школе
На протяжении 10 лет (1992—2002) являлся Председателем общественной организации РД «Маслиат» («Примирение»), призванной урегулировать межнациональные и межконфессиональные споры на различных уровнях.